# Idaea nephelota
Espèce
Synonymes
- Eois nephelota Turner, 1908[1]

Idaea nephelota est une espèce d'insectes lépidoptères (papillons) de la famille des Geometridae vivant en Australie.

## Publication originale
- (en) A. J. Turner, « Revision of Australian Lepidoptera, IV », Proceedings of the Linnean Society of New South Wales, Sydney, Inconnu et Société linnéenne de Nouvelle-Galles du Sud, vol. 32,‎ 1908, p. 631–700 (ISSN 0370-047X, OCLC 1755950, DOI 10.5962/BHL.PART.19581, lire en ligne).